# Bóng đá tại Đại hội Thể thao Đông Nam Á 2023
Môn bóng đá tại Đại hội Thể thao Đông Nam Á 2023 diễn ra từ ngày 29 tháng 4 đến ngày 16 tháng 5 năm 2023 tại Campuchia. Các trận đấu đều được tổ chức tại thủ đô Phnôm Pênh. Độ tuổi tham dự là U-22 đối với nam và không giới hạn độ tuổi đối với nữ.
Đối với nội dung của nam, giới hạn độ tuổi U-22 (sinh từ ngày 1 tháng 1 năm 2001 trở về sau) đã trở lại sau kỳ Đại hội năm 2021 áp dụng độ tuổi U-23, đồng thời các cầu thủ quá tuổi không được tham gia thi đấu.

## Lịch thi đấu
| G | Vòng bảng | ½ | Bán kết | B | Play-off tranh hạng ba | F | Chung kết |

| Nội dung | T7 29 | CN 30 | T2 1 | T3 2 | T4 3 | T5 4 | T6 5 | T7 6 | CN 7 | T2 8 | T3 9 | T4 10 | T5 11 | T6 12 | T7 13 | CN 14 | T2 15 | T2 15 | T3 16 | T3 16 |
| -------- | ----- | ----- | ---- | ---- | ---- | ---- | ---- | ---- | ---- | ---- | ---- | ----- | ----- | ----- | ----- | ----- | ----- | ----- | ----- | ----- |
| Nam      | G     | G     |      | G    | G    | G    |      | G    | G    | G    |      | G     | G     |       | ½     |       |       |       | B     | F     |
| Nữ       |       |       |      |      | G    |      |      | G    |      |      | G    |       |       | ½     |       |       | B     | F     |       |       |

## Địa điểm
Tổng cộng bốn địa điểm đã được sử dụng cho giải đấu. Sân vận động Olympic và sân vận động Visakha tổ chức các trận đấu bóng đá nam (ngoại trừ trận Philippines gặp Myanmar), trận bán kết giữa Việt Nam và Campuchia, trận tranh huy chương đồng và trận chung kết của môn bóng đá nữ. Trong khi đó, sân vận động Old RCAF và sân vận động RSN tổ chức các trận đấu vòng bảng, trận bán kết giữa Thái Lan và Myanmar của nữ và trận đấu giữa Philippines và Myanmar của nam. 
| Phnôm PênhBóng đá tại Đại hội Thể thao Đông Nam Á 2023 (Campuchia) | Phnôm Pênh           | Phnôm Pênh                  | Phnôm Pênh            | Phnôm Pênh              |
| Phnôm PênhBóng đá tại Đại hội Thể thao Đông Nam Á 2023 (Campuchia) | Sân vận động Olympic | Sân vận động Visakha        | Sân vận động Old RCAF | Sân vận động RSN        |
| Phnôm PênhBóng đá tại Đại hội Thể thao Đông Nam Á 2023 (Campuchia) | Sức chứa: 50.000     | Sức chứa: 15.000            | Sức chứa: 8.000       | Sức chứa: 5.000         |
| Phnôm PênhBóng đá tại Đại hội Thể thao Đông Nam Á 2023 (Campuchia) |                      | Tập tin:Visakha Stadium.jpg |                       | Tập tin:Rsn stadium.jpg |

## Các quốc gia tham dự
| Quốc gia          | Nam | Nữ  |
| ----------------- | --- | --- |
| Brunei            | No  | No  |
| Campuchia         | Yes | Yes |
| Indonesia         | Yes | No  |
| Lào               | Yes | Yes |
| Malaysia          | Yes | Yes |
| Myanmar           | Yes | Yes |
| Philippines       | Yes | Yes |
| Singapore         | Yes | Yes |
| Thái Lan          | Yes | Yes |
| Đông Timor        | Yes | No  |
| Việt Nam          | Yes | Yes |
| Tổng cộng: 11 Đội | 10  | 8   |

## Giải đấu nam

### Vòng bảng

#### Bảng A
| VT | Đội           | ST | T | H | B | BT | BB | HS  | Đ  | Giành quyền tham dự     |
| -- | ------------- | -- | - | - | - | -- | -- | --- | -- | ----------------------- |
| 1  | Indonesia     | 4  | 4 | 0 | 0 | 13 | 1  | +12 | 12 | Giành quyền vào Bán kết |
| 2  | Myanmar       | 4  | 3 | 0 | 1 | 4  | 5  | −1  | 9  | Giành quyền vào Bán kết |
| 3  | Campuchia (H) | 4  | 1 | 1 | 2 | 6  | 5  | +1  | 4  |                         |
| 4  | Đông Timor    | 4  | 1 | 0 | 3 | 3  | 8  | −5  | 3  |                         |
| 5  | Philippines   | 4  | 0 | 1 | 3 | 1  | 8  | −7  | 1  |                         |

#### Bảng B
| VT | Đội       | ST | T | H | B | BT | BB | HS  | Đ  | Giành quyền tham dự     |
| -- | --------- | -- | - | - | - | -- | -- | --- | -- | ----------------------- |
| 1  | Thái Lan  | 4  | 3 | 1 | 0 | 10 | 3  | +7  | 10 | Giành quyền vào Bán kết |
| 2  | Việt Nam  | 4  | 3 | 1 | 0 | 8  | 3  | +5  | 10 | Giành quyền vào Bán kết |
| 3  | Malaysia  | 4  | 2 | 0 | 2 | 13 | 5  | +8  | 6  |                         |
| 4  | Lào       | 4  | 0 | 1 | 3 | 2  | 11 | −9  | 1  |                         |
| 5  | Singapore | 4  | 0 | 1 | 3 | 2  | 13 | −11 | 1  |                         |

### Vòng đấu loại trực tiếp
|  | Bán kết                 | Bán kết  |                         |   | Tranh huy chương vàng | Tranh huy chương vàng |
|  |                         |          |                         |   |                       |                       |
|  | 13 tháng 5 – Phnôm Pênh |          |                         |   |                       |                       |
|  |                         |          |                         |   |                       |                       |
|  | Indonesia               | 3        |                         |   |                       |                       |
|  | Indonesia               | 3        | 16 tháng 5 – Phnôm Pênh |   |                       |                       |
|  | Việt Nam                | 2        |                         |   |                       |                       |
|  | Việt Nam                | 2        | Indonesia               | 5 |                       |                       |
|  | 13 tháng 5 – Phnôm Pênh |          | Indonesia               | 5 |                       |                       |
|  |                         | Thái Lan | 2                       |   |                       |                       |
|  | Thái Lan                | Thái Lan | 2                       | 3 |                       |                       |
|  | Thái Lan                |          |                         | 3 |                       |                       |
|  | Myanmar                 | 0        |                         |   |                       |                       |
|  | Myanmar                 | 0        | Tranh huy chương đồng   |   |                       |                       |
|  |                         |          |                         |   |                       |                       |
|  | 16 tháng 5 – Phnôm Pênh |          |                         |   |                       |                       |
|  |                         |          |                         |   |                       |                       |
|  | Việt Nam                | 3        |                         |   |                       |                       |
|  | Việt Nam                | 3        |                         |   |                       |                       |
|  | Myanmar                 | 1        |                         |   |                       |                       |

## Giải đấu nữ

### Vòng bảng

#### Bảng A
| VT | Đội         | ST | T | H | B | BT | BB | HS | Đ | Giành quyền tham dự     |
| -- | ----------- | -- | - | - | - | -- | -- | -- | - | ----------------------- |
| 1  | Việt Nam    | 3  | 2 | 0 | 1 | 7  | 3  | +4 | 6 | Giành quyền vào Bán kết |
| 2  | Myanmar     | 3  | 2 | 0 | 1 | 7  | 4  | +3 | 6 | Giành quyền vào Bán kết |
| 3  | Philippines | 3  | 2 | 0 | 1 | 3  | 2  | +1 | 6 |                         |
| 4  | Malaysia    | 3  | 0 | 0 | 3 | 1  | 9  | −8 | 0 |                         |
| 5  | Indonesia   | 0  | 0 | 0 | 0 | 0  | 0  | 0  | 0 | Rút lui                 |

#### Bảng B
| VT | Đội           | ST | T | H | B | BT | BB | HS  | Đ | Giành quyền tham dự     |
| -- | ------------- | -- | - | - | - | -- | -- | --- | - | ----------------------- |
| 1  | Thái Lan      | 3  | 3 | 0 | 0 | 13 | 0  | +13 | 9 | Giành quyền vào Bán kết |
| 2  | Campuchia (H) | 3  | 2 | 0 | 1 | 3  | 3  | 0   | 6 | Giành quyền vào Bán kết |
| 3  | Singapore     | 3  | 1 | 0 | 2 | 2  | 6  | −4  | 3 |                         |
| 4  | Lào           | 3  | 0 | 0 | 3 | 1  | 10 | −9  | 0 |                         |

### Vòng đấu loại trực tiếp
|  | Bán kết                 | Bán kết |                         |   | Tranh huy chương vàng | Tranh huy chương vàng |
|  |                         |         |                         |   |                       |                       |
|  | 12 tháng 5 – Phnôm Pênh |         |                         |   |                       |                       |
|  |                         |         |                         |   |                       |                       |
|  | Việt Nam                | 4       |                         |   |                       |                       |
|  | Việt Nam                | 4       | 15 tháng 5 – Phnôm Pênh |   |                       |                       |
|  | Campuchia               | 0       |                         |   |                       |                       |
|  | Campuchia               | 0       | Việt Nam                | 2 |                       |                       |
|  | 12 tháng 5 – Phnôm Pênh |         | Việt Nam                | 2 |                       |                       |
|  |                         | Myanmar | 0                       |   |                       |                       |
|  | Thái Lan                | Myanmar | 0                       | 2 |                       |                       |
|  | Thái Lan                |         |                         | 2 |                       |                       |
|  | Myanmar                 | 4       |                         |   |                       |                       |
|  | Myanmar                 | 4       | Tranh huy chương đồng   |   |                       |                       |
|  |                         |         |                         |   |                       |                       |
|  | 15 tháng 5 – Phnôm Pênh |         |                         |   |                       |                       |
|  |                         |         |                         |   |                       |                       |
|  | Campuchia               | 0       |                         |   |                       |                       |
|  | Campuchia               | 0       |                         |   |                       |                       |
|  | Thái Lan                | 6       |                         |   |                       |                       |

## Tóm tắt huy chương

### Bảng huy chương
| Hạng               | Đoàn               | Vàng | Bạc | Đồng | Tổng số |
| ------------------ | ------------------ | ---- | --- | ---- | ------- |
| 1                  | Việt Nam (VIE)     | 1    | 0   | 1    | 2       |
| 2                  | Indonesia (IDN)    | 1    | 0   | 0    | 1       |
| 3                  | Thái Lan (THA)     | 0    | 1   | 1    | 2       |
| 4                  | Myanmar (MYA)      | 0    | 1   | 0    | 1       |
| Tổng số (4 đơn vị) | Tổng số (4 đơn vị) | 2    | 2   | 2    | 6       |

### Danh sách huy chương
| Nội dung | Vàng | Bạc | Đồng |
| -------- | --- | --- | --- |
| Nam      | Indonesia · Adi Satryo · Bagas Kaffa · Rio Fahmi · Komang Teguh · Rizky Ridho · Ananda Raehan · Marselino Ferdinan · Witan Sulaeman · Ramadhan Sananta · Beckham Putra · Jeam Kelly Sroyer · Pratama Arhan · Haykal Alhafiz · Fajar Fathur Rahman · Taufany Muslihuddin · Muhammad Ferarri · Irfan Jauhari · Titan Agung · Alfeandra Dewangga · Ernando Ari                                  | Thái Lan · Soponwit Rakyart · Bukkoree Lemdee · Chatmongkol Rueangthanarot · Jonathan Khemdee · Songchai Thongcham · Airfan Doloh · Channarong Promsrikaew · Teerasak Poeiphimai · Yotsakorn Burapha · Achitpol Keereerom · Anan Yodsangwal · Apisit Saenseekammuan · Pongsakorn Trisat · Purachet Thodsanit · Jakkapong Sanmahung · Leon James · Settasit Suvannaseat · Thirapak Prueangna · Chayapipat Supunpasuch · Thirawoot Sraunson | Việt Nam · Quan Văn Chuẩn · Phan Tuấn Tài · Lương Duy Cương · Trần Quang Thịnh · Nguyễn Ngọc Thắng · Vũ Tiến Long · Lê Văn Đô · Khuất Văn Khang · Nguyễn Văn Tùng · Đinh Xuân Tiến · Nguyễn Thanh Nhàn · Nguyễn Thái Sơn · Hồ Văn Cường · Nguyễn Văn Trường · Huỳnh Công Đến · Lê Quốc Nhật Nam · Võ Minh Trọng · Nguyễn Đức Phú · Nguyễn Quốc Việt · Đoàn Huy Hoàng                                                                                   |
| Nữ       | Việt Nam · Dương Thị Vân · Hoàng Thị Loan · Huỳnh Như · Khổng Thị Hằng · Lê Thị Diễm My · Lương Thị Thu Thương · Ngân Thị Vạn Sự · Nguyễn Thị Bích Thùy · Nguyễn Thị Mỹ Anh · Nguyễn Thị Thanh Nhã · Nguyễn Thị Tuyết Dung · Phạm Hải Yến · Thái Thị Thảo · Trần Thị Hải Linh · Trần Thị Kim Thanh · Trần Thị Thu · Trần Thị Thu Thảo · Trần Thị Thúy Nga · Trần Thị Thùy Trang · Vũ Thị Hoa | Myanmar · Aye Aye Moe · July Kyaw · Khin Marlar Tun · Khin Mo Mo Tun · Khin Myo Win · Khin Than Wai · Lin Myint Mo · May Thet Mon Myint · May Zin Nwe · Moe Ma Ma Soe · Myat Noe Khin · Naw Htet Htet Wai · Phyu Phyu Win · Pont Pont Pyae Maung · San Thaw Thaw · Shwe Vee Tun · Win Theingi Tun · Yuper Khine · Zu Latt Nadi · Zune Yu Ya Oo                                                                                            | Thái Lan · Pattaranan Aupachai · Supapron Intaraprasit · Thanchanok Jansri · Panittha Jeeratanapavibul · Orawan Keereesuwannakul · Saruda Konfay · Pichayatida Manowang · Jiraporn Mongkoldee · Nualanong Muensri · Nipawan Panyosuk · Saowalak Peng-ngam · Nutwadee Pram-nak · Chatchawan Rodthong · Kanjanaporn Saengkoon · Thichanan Sodchuen · Ploychompoo Somnonk · Pluemjai Sontisawat · Tiffany Sornpao · Parichat Thongrong · Orapin Waenngoen |